# Puya nutans
Puya nutans là một loài thực vật có hoa trong họ Bromeliaceae. Loài này được L.B.Sm. miêu tả khoa học đầu tiên năm 1952. Chúng là loài đặc hữu của Ecuador.